# Fiordo di Robertson
Il fiordo di Robertson (o Siorapaluup Kangerlua, danese Robertson Fjord) è un fiordo della Groenlandia di 25 km. Si trova a 77°45'N 70°30'O; appartiene al comune di Avannaata.